# Università Harvard
L'Università Harvard (in inglese: Harvard University) è un'università privata statunitense situata a Cambridge, nel Massachusetts, nell'area metropolitana della città di Boston. Fu fondata con contributi privati nel 1636 da John Harvard ed è parte della Ivy League. Harvard è la più antica istituzione universitaria degli USA e la prima corporazione (ufficialmente The President and Fellows of Harvard College) registrata nella nazione.

## Storia
Fu istituita il 18 settembre del 1636 a seguito di una delibera della Colonia della Baia del Massachusetts. Originariamente chiamata the New College, prese il nome di Harvard College il 13 marzo 1639 in onore di John Harvard, il suo principale finanziatore, che aveva lasciato per testamento al college la sua biblioteca (circa 400 libri) e una rilevante somma di denaro, con la quale l'istituto fu ristrutturato e ampliato per accogliere circa trenta studenti. Successivamente, alcune riforme attuate tra il 1869 e il 1909 introdussero i corsi a numero chiuso, gli esami di selezione per l'accesso e si organizzarono classi preferenzialmente composte da pochi studenti. All'inizio del diciannovesimo secolo l'istituzione emerse come il principale centro culturale tra le élite sociali di Boston.
Harvard ha una amichevole rivalità con il Massachusetts Institute of Technology che risale al 1900, quando una fusione tra le due scuole fu frequentemente suggerita e a un certo punto ufficialmente concordata, ma annullata dal parlamento del Massachusetts. Al giorno d'oggi, le due scuole cooperano tanto quanto sono in competizione, tramite programmi e conferenze comuni, inclusa la "Division of Health Sciences and Technology", il Centro Dati Harvard-MIT e il "Dibner Institute for the History of Science and Technology". Inoltre, gli studenti delle due scuole possono iscriversi a corsi dell'altra scuola senza pagare ulteriori tasse, ottenendo crediti per conseguire la laurea nella propria Università.
Le principali organizzazioni studentesche a Harvard includono la Crimson, l'Harvard Lampoon, la Harvard Advocate, l'Hasty Pudding Theatricals e l'Harvard Glee Club. La Harvard-Radcliffe orchestra, composta principalmente da studenti, fu fondata nel 1808 come Pierian Sodality.

## Struttura

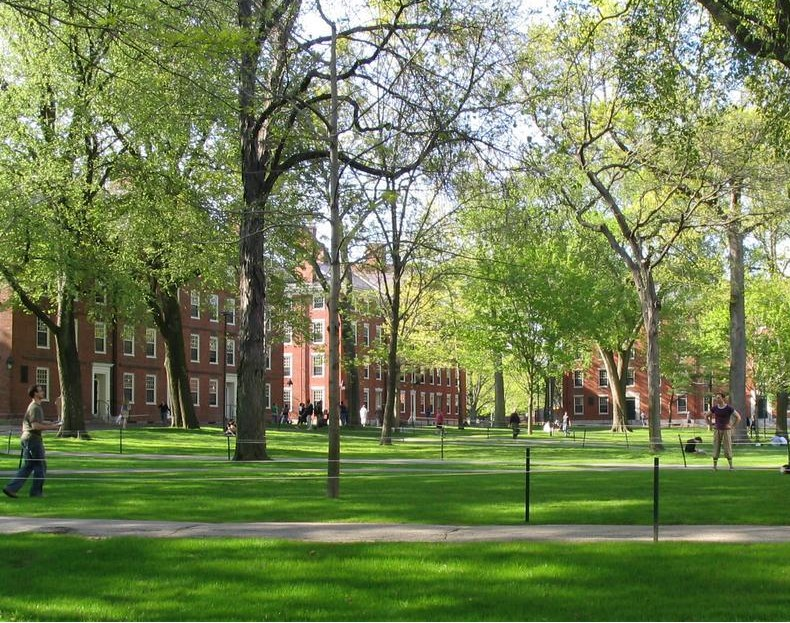
Lo Harvard Yard

Harvard è governata da due commissioni, il President and Fellows of Harvard College, conosciuto anche come Harvard Corporation e fondato nel 1650 e lo Harvard Board of Overseers. Il presidente cura l'amministrazione quotidiana ed è nominato dalla Harvard Corporation, a cui risponde.
Harvard è organizzata in nove facoltà:
- Harvard Faculty of Arts and Sciences
- Medicina[8]
- Harvard Divinity School (1816)
- Harvard Law School (1817)
- Harvard Business School (1908)
- Harvard Graduate School of Design (1914)
- Harvard Graduate School of Education (1920)
- Harvard School of Public Health (1922)
- John F. Kennedy School of Government (1936)

Harvard dispone di un campus in Italia, presso villa I Tatti a Firenze che fu donata all'università da Bernard Berenson e include una biblioteca, una fototeca e una collezione d'arte.

### Editoria
Presso l'ateneo ha sede il quotidiano studentesco The Harvard Crimson.

### Sport

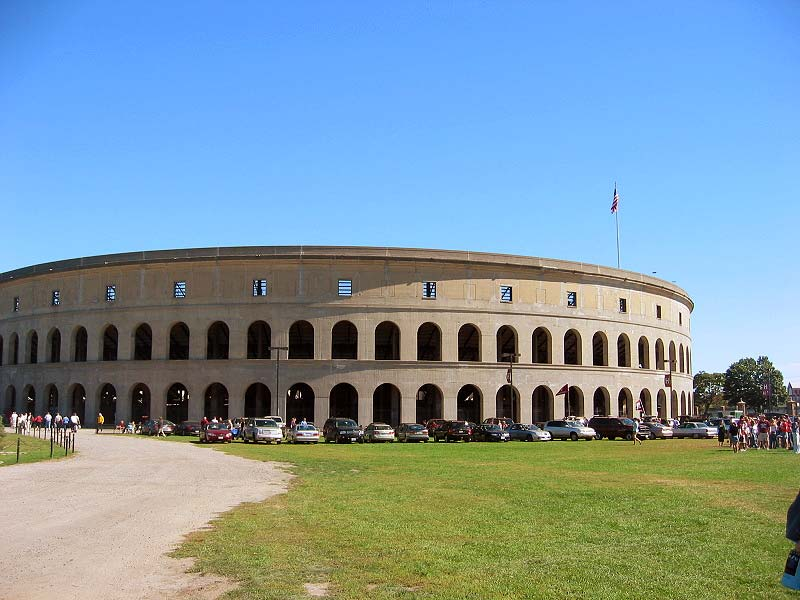
Harvard Stadium

Le squadre sportive universitarie prendono il nome dal colore di Harvard: il cremisi. La squadra di atletica di Harvard si sfida in competizioni intense contro Yale in ogni sport, fino ad arrivare al punto decisivo nel loro annuale incontro di football, che si tiene dal 1875 ed è chiamato semplicemente The Game. Nel 1903, lo Stadio di Harvard introdusse una nuova era del football con il primo stadio.

## Studenti celebri
Tra i più celebri studenti che frequentarono l'Università di Harvard vi sono:
- T. S. Eliot
- J. Robert Oppenheimer
- Henry Kissinger
- Franklin Delano Roosevelt
- John Fitzgerald Kennedy
- Ernst Hanfstaengl
- Leonard Bernstein
- Barack Obama
- Michelle Obama
- Federico X di Danimarca
- Bill Gates (prima di lasciare gli studi per dedicarsi a tempo pieno alla Microsoft)
- Eduardo Saverin
- Mark Zuckerberg (prima di lasciare gli studi per dedicarsi a tempo pieno a Facebook)
- Natalie Portman
- Damien Chazelle
- Matt Damon (prima di lasciare gli studi per dedicarsi a tempo pieno alla carriera di attore)
- Tommy Lee Jones

## Primati
È l'ateneo che conta il maggior numero di primati al mondo: prima in diverse classifiche e per molti anni tra le università al mondo per qualità degli insegnamenti, Harvard ha prodotto il maggior numero di premi Nobel della storia.